# George Gilbert Scott

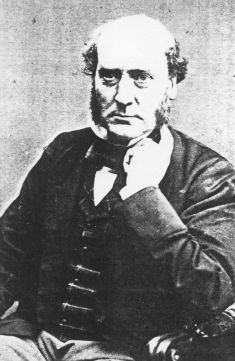
Sir G.G. Scott

George Gilbert Scott (Gawcott, 13 luglio 1811 – Londra, 27 marzo 1878) era un architetto inglese. È conosciuto anche come Sir G. G. Scott.

## Biografia
Dopo esordi in stile prevalentemente classicheggiante, sotto gli influssi di Pugin si ispirò all'architettura medioevale integrandone gli elementi in edifici che dovevano rispondere alle esigenze della vita moderna. Divenne così uno dei maggiori promotori dell'architettura neogotica, che raccoglieva tanti favori all'epoca.
Figura di primo piano nell'architettura vittoriana, non disdegnò la progettazione di diversi workhouse.

## Opere principali
- Chiesa di San Nicola (Amburgo), all'epoca l'edificio più alto del mondo (1846-74).
- Foreign Office (Londra), responsabile della promozione degli interessi del Paese all'estero (1857-63).
- Albert Memorial (Londra), in onore di Alberto di Sassonia-Coburgo-Gotha (1862).
- Stazione di Londra St Pancras (Londra), forse la sua opera più rappresentativa (1865-71).
- Midland Hotel (Londra), stile neogotico (1865-71)
- Università di Glasgow, progettazioni all'edificio principale (1870).
- Rinnovamento della Chiesa di Santa Margherita (Londra), attualmente bene protetto dall'UNESCO (1877).
- Pembroke College (Cambridge), ampliamento (1880).
- Cattedrale di San Giorgio (Doncaster), ricostruzione della precedente cattedrale bruciata a Doncaster